# Мехран (город)
Мехра́н (перс. مهران‎) — приграничный город на западе Ирана, в провинции Илам. Административный центр шахрестана Мехран.
На 2006 год население составляло 13 118 человек; в национальном составе преобладают курды.
Альтернативные названия: Мансурабад (Mansurabad).

## География
Город находится на западе Илама, в предгорьях западного Загроса, на высоте 136 метров над уровнем моря.
Мехран расположен на расстоянии приблизительно 60 километров к юго-западу от Илама, административного центра провинции и на расстоянии 550 километров к юго-западу от Тегерана, столицы страны.

## История
В 1986 году, во время ирано-иракской войны, город был захвачен иракскими войсками и месяц находился под оккупацией.
В 2003 году, иранские власти создали в окрестностях города лагерь, предназначенный для 50 000 беженцев из охваченного войной Ирака. В апреле того же года население лагеря превысило 100 000 человек, что вынудило местные власти обратится к правительству с просьбой о дополнительной помощи.